# Der grüne Geist
Die drei ??? und der grüne Geist (Originaltitel Alfred Hitchcock and The Three Investigators in The Mystery of the Green Ghost) ist ein Jugendkriminalroman von Robert Arthur aus dem Jahre 1965 und der vierte (in der deutschen Zählung 14.) Band der Reihe Die drei ???. In ihm gehen die jugendlichen Protagonisten Justus Jonas, Peter Shaw und Bob Andrews einer mysteriösen Geistererscheinung auf einem Weingut nahe San Francisco auf den Grund. In Deutschland erschien der Roman 1975; 1979 gab das Label Europa die Hörspiel-Umsetzung davon heraus.

## Handlung
In Rocky Beach soll das alte Green-Anwesen abgerissen werden, um modernen Wohnbauten Platz zu machen. Es handelt sich dabei um die Behausung von Mathias Green, der in früherer Zeit, als die kalifornische Kleinstadt noch mehr oder weniger eine Wildnis darstellte, dort gelebt hatte. Eines Tages wurde er tot in seinem Haus aufgefunden, offenbar durch einen Sturz von der Treppe. Seine aus China stammende Ehefrau, angeblich die Tochter eines dortigen Fürsten, sowie die gesamte chinesische Dienerschaft waren spurlos verschwunden.
Peter Shaw und Bob Andrews begeben sich am Abend mit ihren Rädern noch dorthin, um sich das Haus noch einmal anzusehen, ehe es dem Abriss zum Opfer fällt, Bob hofft zudem, darüber in der nächsten Ausgabe der Schülerzeitung berichten zu können. Als sie sich dem Haus nähern, vernehmen sie plötzlich einen unheimlichen Schrei, der offenbar aus dem Haus kommt. Einige Männer aus der Umgebung, die ebenfalls auf die Idee gekommen sind, sich das Anwesen nochmal anzusehen, kommen herbei und es wird beschlossen, mit Taschenlampen ausgerüstet in die Villa zu gehen, da womöglich jemand dort drin sein könnte, der Hilfe braucht. Als sich die Gruppe dort umsieht, sehen sie eine grüne schimmernde Gestalt, die schließlich die Treppe hinaufgleitet und sich an einer Wand auflöst. Die Anwesenden sind schockiert, weil sich im Staub keinerlei Fußabdrücke auf der Treppe finden, womit ein verkleideter Mensch ausscheidet. Es bleibt jedoch nicht bei der einzigen Sichtung: In derselben Nacht finden sich an verschiedenen Orten in der Stadt noch weitere Sichtungen, u. a. ist auch Kommissar Samuel Reynolds Zeuge, wie auf dem örtlichen Friedhof die grüne Erscheinung schwebt und dann plötzlich im Boden versinkt.
In der Zentrale hören sich die drei Jungen die Aufnahme des Schreis, den Bob mit einem Diktiergerät aufnehmen konnte, an. Bobs Vater und Kommissar Reynolds erscheinen und nehmen die Jungen mit zum Green-Anwesen, wo der Abriss vorerst angehalten wurde, weil Bauarbeiter glauben, einen versteckten Raum entdeckt zu haben. Gemeinsam mit Harold Carlson, einem entfernten Verwandten und zugleich dem Anwalt von Lydia Green, der das Haus gehört, begeben sie sich in das Innere. Die Polizei durchbricht die Wand, an welcher die Geistererscheinung verschwunden war, dahinter befindlich sich tatsächlich ein kleiner Raum, in dem sich der Sarg von Greens chinesischer Ehefrau befindet – nun weiß man, dass diese vor Green gestorben war. Im Sarg findet sich auch eine Kette wertvoller blass-grauer Perlen, den sogenannten Geisterperlen, die Green einst aus China gestohlen hatte, und denen wundersame Kräfte nachgesagt werden. Carlson nimmt diese im Auftrag seiner Mandantin an sich.
Telefonisch setzt sich Lydia Green mit den Jungen in Verbindung und bittet darum, dass Peter und Bob auf ihr Weingut nach Verdant Valley kommen, denn der Geist ist inzwischen dort aufgetaucht. Die beiden Jungen brechen mit Genehmigung ihrer Eltern auf, während Justus, der für Onkel Titus und Tante Mathilda den Schrottplatz hüten muss, daheim weiterermittelt. Sie fliegen von Los Angeles nach San Francisco, wo sie von Charles „Chang“ Green, dem Urenkel von Mathias Green, der in Hongkong aufgewachsen ist, inzwischen aber in Amerika lebt, abgeholt werden. Die beiden verstehen sich schnell gut mit dem in etwa gleichaltrigen Jungen. In Verdant House angekommen erfahren sie, dass nicht nur der Geist gesichtet wurde, sondern es in letzter Zeit auch wiederholt zu Sabotageakten an Maschinen gekommen ist. Lydia Green fürchtet nun, dass auf die Dauer die Saisonarbeiter, die zum Ernten und Keltern des dort angebauten Weins unerlässlich sind, aufgrund der Geistererscheinung Panik bekommen und den Ort verlassen könnten. Sie vermutet, dass es der Geist von Mathias Green ist, der sich rächen will, weil ihre Mutter damals das Versprechen abgegeben hatte, das Haus niemals zu verkaufen. Chang hingegen glaubt, dass sein Urgroßvater nicht seine Nachkommen heimsuchen würde, sondern es irgendein böser Geist sein muss, der hier sein Unwesen treibt. Als sich Lydia Green ins Bett legen will, erscheint der Geist kurzzeitig in ihrem Schlafzimmer.
Am nächsten Tag zeigt ihnen Carlson die Geisterperlen. Auf Changs Frage, ob der Wert der Perlen nicht seiner Tante Lydia helfen würde, bestehende Schulden abzuzahlen, meint Carlson jedoch, dass bislang die Besitzrechte noch nicht geklärt sind. Er habe aus China das Schreiben eines chinesischen Anwalts erhalten, der die Perlen für seine Mandantin, einer Nachkommin der Schwester von Mathias Greens Ehefrau einfordert. Plötzlich erscheint Mr. Jensen, der für die Sicherheit auf dem Gelände zuständig ist, und berichtet, dass der Geist bei der Weinpresse gesichtet wurde und die aus Mexiko stammenden Arbeiter nun in Aufruhr sind. Carlson macht sich sogleich auf, die Jungen folgen ihm. Vor Ort kommt ihm plötzlich, dass er jedoch den Tresor, wo die Perlen aufbewahrt werden, nicht wieder abgesperrt hat und begibt sich mit Jensen sogleich zurück zum Haus. Als die Jungen wieder dort eintreffen, finden sie Carlson gefesselt und geknebelt im Zimmer vor – die Geisterperlen sind gestohlen worden.
Später will Chang Peter und Bob die Berge der Umgebung zeigen, dazu benutzen sie Pferde. Dabei kommen sie auf die Idee, sich etwas in die nahegelegenen Stollen zu begeben. Da sie noch eine Taschenlampe brauchen, wird Peter von Chang zum Wagen von Jensen geschickt, wo Peter sich dessen Taschenlampe aus dessen Werkzeugkoffer leiht, er hinterlässt einen Zettel mit einer entsprechenden Erklärung. Jensen bekommt dies mit, reagiert sehr wütend und macht sich mit seinem Jeep sogleich auf, Peter einzuholen. Dessen Pferd wird schließlich scheu und trägt ihn weiter in die Berge fort. Als Chang und Bob ihn finden, wundern sie sich, weshalb Jensen so merkwürdig reagiert hat. Sie finden die Lösung rasch: In der Lampe sind keine Batterien enthalten, dafür befindet sich im Inneren ein Seidentuch mit den Geisterperlen darin. Die Jungen wissen nun, dass Jensen diese gestohlen hat und wissen auch, dass sie ihm und seinen Helfern entkommen müssen. Sie begeben sich in die Stollen, die einst Goldgräber in den Fels geschlagen hatten, Chang weiß, dass ein Weg von dort bis in die Weinkeller nahe dem Wohnhaus führt. Auf diese Weise können sie, so meint er, unbemerkt von ihren Verfolgern zurückgelangen. Jensen hat das Vorhaben jedoch erahnt, seine Leute fangen an einer Stelle am anderen Ende Chang und Bob ab, Peter hingegen kann entkommen. Er beschließt, die Perlen aus der Lampe zu nehmen und in einem der Tunnel im Schädel des Skeletts eines Maultieres zu verstecken, die Lampe hingegen platziert er besser sichtbar an einer anderen Stelle.
Chang und Bob werden nach San Francisco ins Chinesenviertel gebracht. Dort begegnen sie Won, einem reichen Chinesen, der laut eigener Aussage bereits 107 Jahre alt ist. Von ihm erfahren sie, weshalb er die Perlen haben will: Die Geisterperlen würden in Wirklichkeit Lebensperlen heißen und ihr wahrer Wert bestehe darin, dass sie das Leben verlängern. Die Einnahme jeder Perle würde das Leben um etwa drei Monate verlängern, mit der Perlenkette aus dem Green-Anwesen könnte er so sein Leben um ganze zwölf Jahre verlängern. Inzwischen wurde auch Peter eingefangen, Won will, dass sie die Perlen für ihn besorgen. Da er inzwischen der alleinige Gläubiger von Lydia Green ist, indem er alle anderen dazu brachte, ihre Forderungen an ihn abzutreten, verspricht er, im Gegenzug dieser genug Zeit zu geben, die Schulden abzubezahlen. Sie erfahren auch, dass der Brief aus China von ihm stammt und nur dazu beitragen sollte, Zeit zu gewinnen. Die Jungen werden von Jensen zurück zu den Stollen gebracht und Peter reingeschickt. Dieser muss jedoch festgestellt haben, dass es inzwischen ein kleines Erdbeben gab und der Schädel des Maultieres, wo die Perlen versteckt wurden, von einem Felsen zertrümmert wurden. Peter birgt dafür die Taschenlampe, die er mit einem Taschentuch mit Steinen füllt, kann Jensen damit allerdings nicht täuschen. Dieser will sich an den Jungen rächen, in diesem Augenblick taucht jedoch die örtliche Polizei, begleitet von dem inzwischen angereisten Justus Jonas und Bobs Vater. Justus hat inzwischen nachweisen können, dass Harold Carlson hinter der ganzen Sache steckt und dass er gemeinsam mit Jensen den Geist erscheinen ließ. Auch war er für zahlreiche Sabotageakte auf dem Gut verantwortlich. Carlson erhoffte sich davon, dass Lydia Green das Weingut verkaufen müsse, um ihre Schulden zu begleichen, dann hätte er das Gut für sich zu einem sehr günstigen Preis erwerben können. Lydia Green verzichtet auf eine Anzeige bei der Polizei, schickt Carlson jedoch fort. Es tauchen noch zwei von Won entsandte Chinesen auf, die darum bitten, die Überreste der zertrümmerten Geisterperlen bergen zu dürfen, was ihnen gestattet wird.
Zurück in Los Angeles überreichen die drei Jungen den Bericht über ihr jüngstes Abenteuers dem Regisseur Alfred Hitchcock, der nach der Lektüre zusagt, daraus ein weiteres Buch zu machen. Justus enthüllt hierbei nun auch, was es genau mit der Geistererscheinung auf sich hatte: Dieser wurde mit einem Projektor im Handformat und einem Dia an die Wand geworfen. Carlson war es, der in jeder Nacht vor dem Haus einige Anwohner dazu brachten, mit ihm zum Anwesen zu spazieren, während Jensen im Gebüsch versteckt verborgen blieb und den Schrei ausgestoßen hatte. Als die drei Jungen wieder gegangen sind, staunt Hitchcock und denkt sich, dass selbst Sherlock Holmes diesen Fall nicht besser hätte lösen können.

## Ausgabe
- Robert Arthur: Die drei ??? und der grüne Geist, Franckh’sche Verlagshandlung, 10. Auflage, Stuttgart 1984.